# Europäischer Fernwanderweg E11
Der Europäische Fernwanderweg E11 ist ein West-Ost-Weg, der rund 4700 km lang ist. Der Europäische Fernwanderweg verläuft von Scheveningen an der Nordsee durch die Niederlande, Deutschland, Polen, Litauen, Lettland, Estland bis Tallinn. Große Teile gehen durch mitteleuropäische Niederungen. Die Gesamtlänge beträgt 4610 Kilometer.

## Verlauf in den Niederlanden (355 km)
Der Fernwanderweg E11 beginnt an der Nordsee in Scheveningen. Durch diesen Ort verläuft ebenfalls der E9, der grob nördlich und parallel zum E11 ebenfalls bis zum Finnischen Meerbusen führt. Erst im Baltikum werden sich der E9 und E11 wieder treffen. Der niederländische Abschnitt verläuft als „Marskramerpad“ von Scheveningen bei Den Haag über Leiden, Amersfoort, Deventer und Oldenzaal bis ins niedersächsische Bad Bentheim. Kurz vor dem Bentheimer Vorort Gildehaus erreicht der E11 Deutschland.

## Verlauf in Deutschland (996 km)

### Töddenweg (111 km)
Das erste Teilstück in Deutschland ist identisch mit dem Töddenweg. Über Rheine und Mettingen führt der E11 bis nach Osnabrück, wo der Töddenweg am Hauptbahnhof endet.
Der Abschnitt von Deventer und bis nach Osnabrück wird von EUREGIO als Handelsweg angeboten.

### Wittekindsweg (95 km)

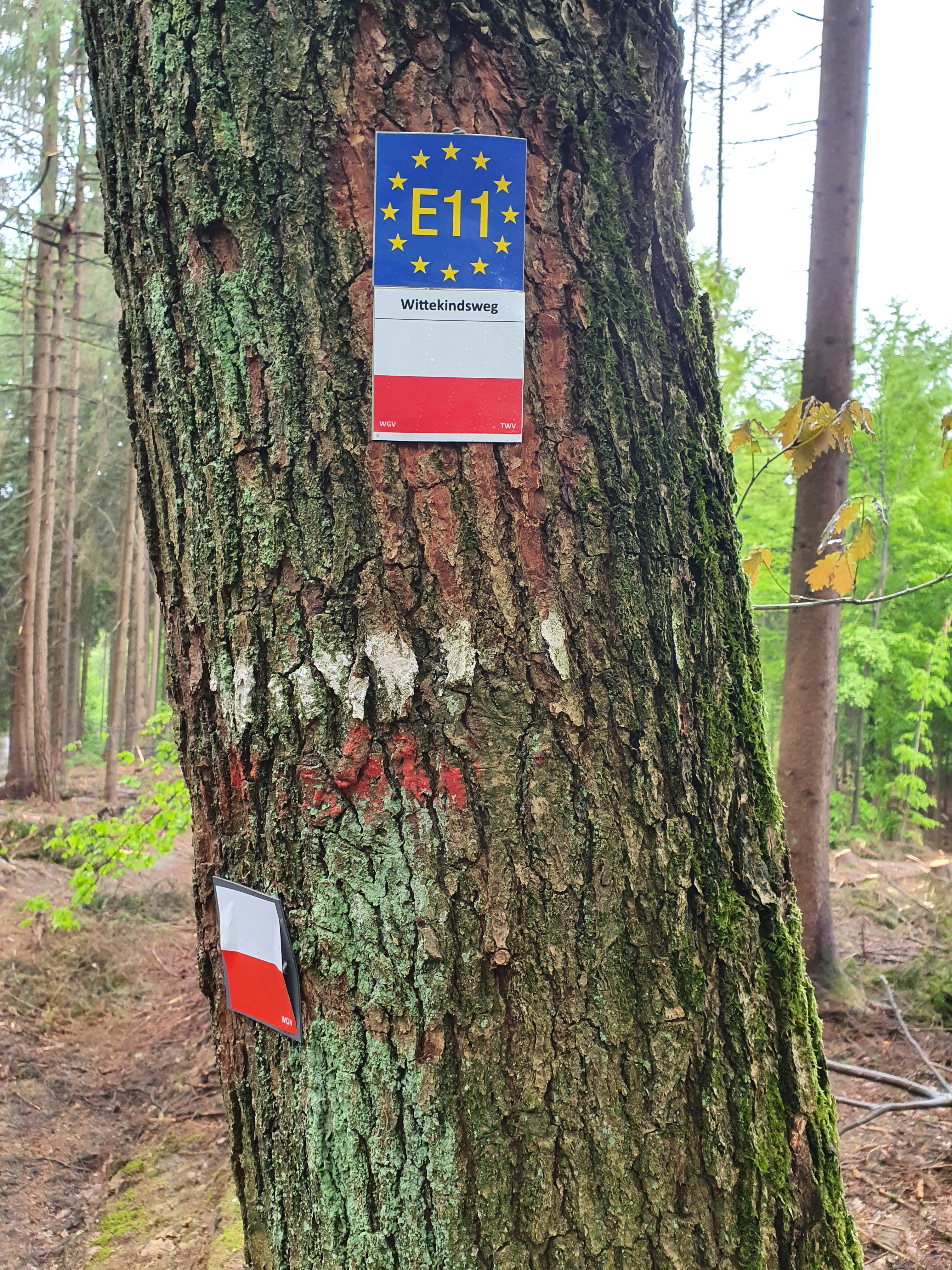
Markierung Wittekindsweg und E11

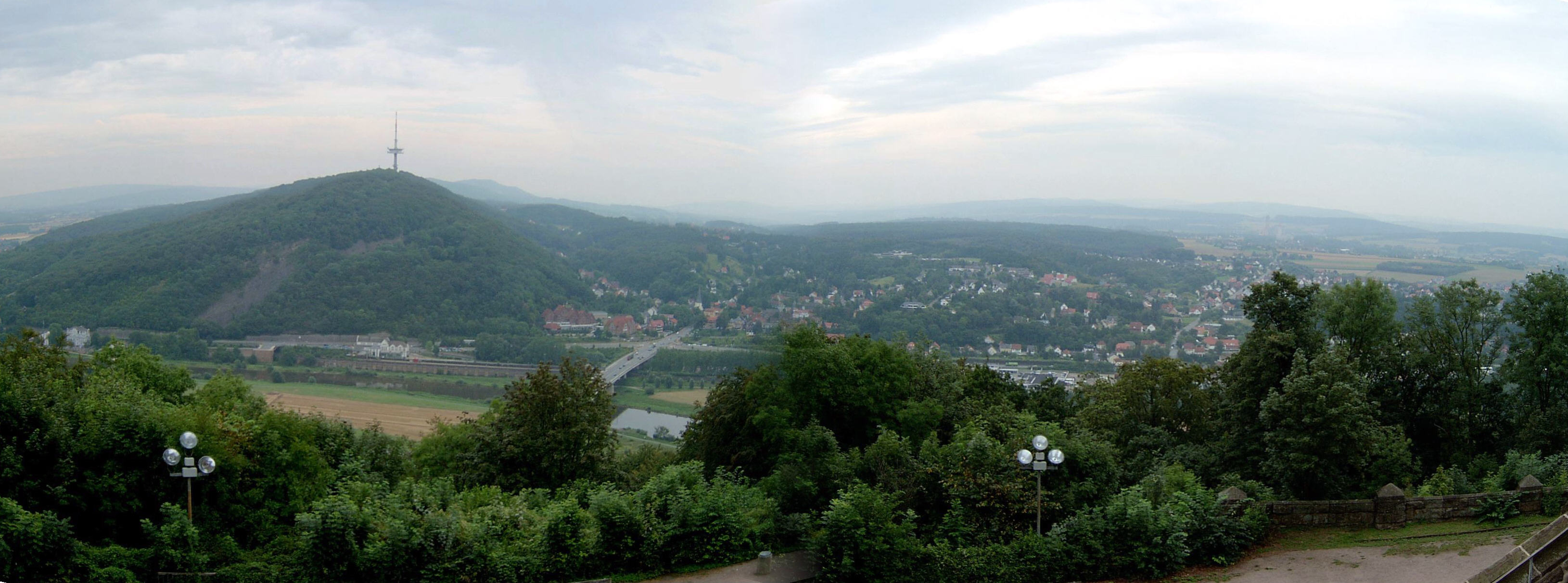
Der Weserdurchbruch bei Porta Westfalica

In der weiteren Folge führt der Wittekindsweg den E11 an Bad Essen vorbei bis zum Erreichen der Weser beim Weserdurchbruch Porta Westfalica. Auf diesem rund 95 km langen Teilstück des Wittekindswegs zwischen dem Rathaus Osnabrück und dem Kaiser-Wilhelm-Denkmal über der Porta Westfalica verläuft der E11 fast durchgängig über den Kamm des Wiehengebirges.

### Zwischen Weser und Leine
Bei Minden, östlich der Weser, folgt der E11 überwiegend dem Kamm des Wesergebirges und des Süntel. Hier verläuft der E11 auf derselben Route wie der Wesergebirgsweg (ca. 60 km). Nördlich von Hameln verlaufen der E1 und der E11 auf einem kurzen Stück auf denselben Wegen. Hinter Hameln erreicht man den Ith. Über dessen Kamm, dann weiter über Alfeld an der Leine und Bad Gandersheim gelangt man durch das Leinebergland bis Seesen.

### Verlauf im Harz
In Seesen erreicht der Wanderer den Harz. Der E11 verläuft überwiegend am Nordrand des Harzes und umgeht dadurch die höchsten Berge. Dennoch erreicht der E11 hier seine Maximalhöhe von etwas über 500 Meter. Der weitere Verlauf ab Seesen ist über den Lindtalskopf über den Innerstestausee bis Goslar. In Goslar wird der E6 gekreuzt. Bis Goslar verläuft der E11 ähnlich wie Teilabschnitte des Harzer Försterstiegs. Weiter verläuft der E11 über Bad Harzburg, Ilsenburg, Wernigerode, Blankenburg bis zur Rosstrappe und Hexentanzplatz bei Thale. Über Gernrode, Ballenstedt, Wippra führt der E11 in die Lutherstadt Eisleben. In Sachsen-Anhalt verläuft der E11 oft auf Teilabschnitten des Lutherwegs.

### Verlauf zwischen Harz und Berlin

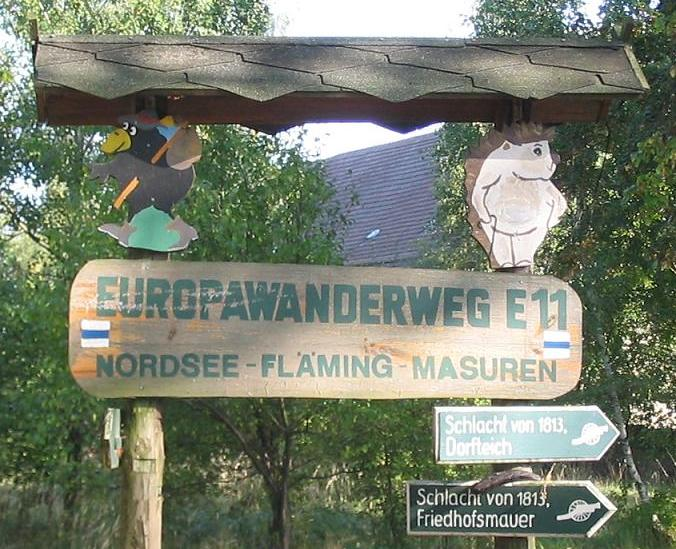
Im Naturpark Hoher Fläming, Hagelberg

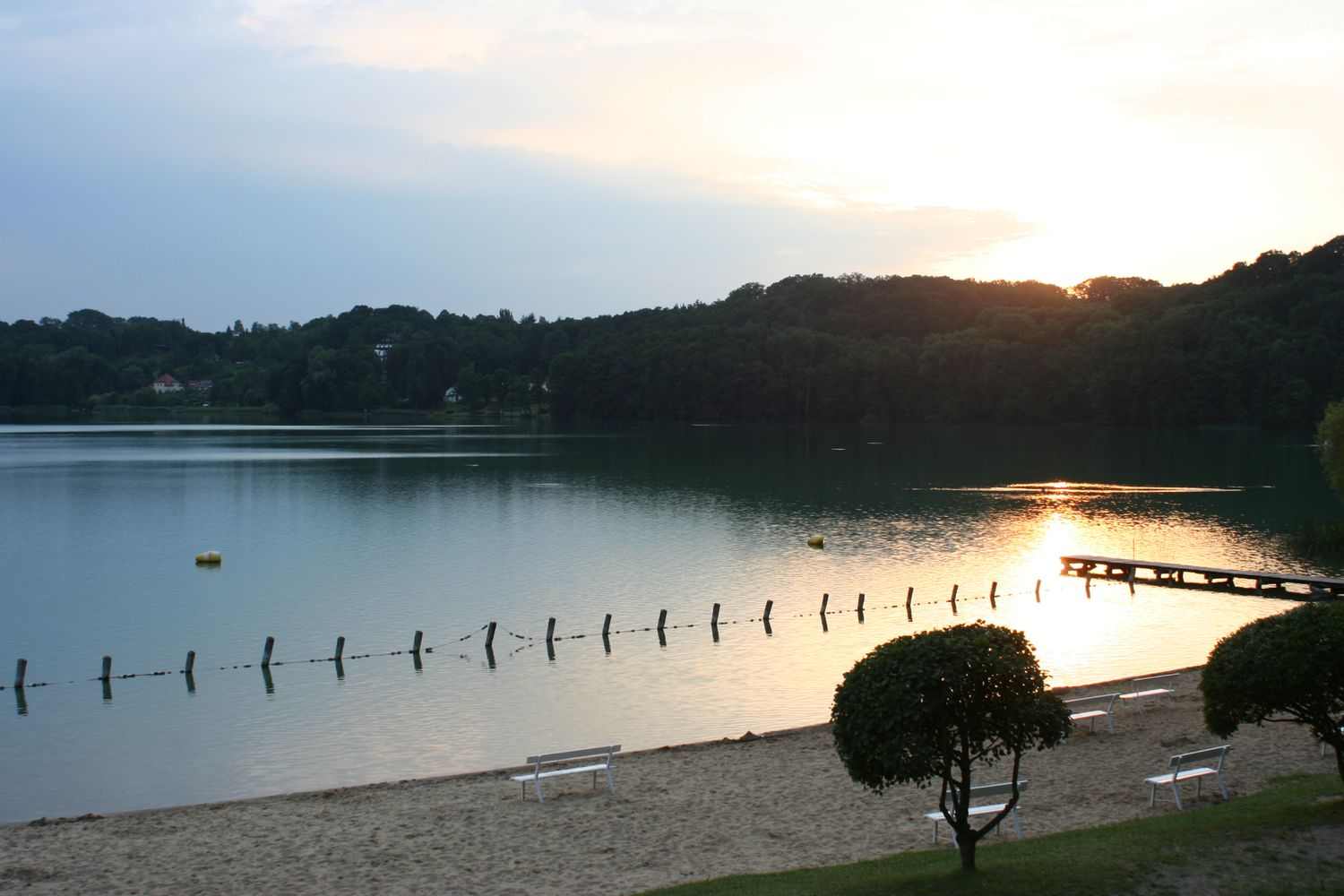
Bei Buckow in der Märkischen Schweiz

Durch die Niederungen der Saale und Elbe werden der Süße See, Trotha, der Petersberg, Görzig, die Mosigkauer Heide, Dessau, Luisium und Wörlitz mit seinem Landschaftspark berührt. Nach Überquerung der Elbe bei Coswig nimmt der E11 nun eine etwa nördliche Richtung ein. Nächster Höhepunkt ist der Fläming, es werden die Burg Rabenstein, Raben, der Hagelberg, Bad Belzig und das Kloster Lehnin passiert. Im Fläming verläuft der E11 auf der Abschnitten des Burgenwanderwegs. Der E11 erreicht danach das östliche Havelland. Auf der weiteren Route folgen Orte wie Ferch, Caputh und der Templiner See sowie die Landeshauptstadt von Brandenburg, Potsdam. Vor Potsdam wird der E10 gekreuzt. Die Potsdamer Parklandschaft, wie der Park Babelsberg und Klein Glienicke, werden durchschritten und man erreicht Berlin.

### Verlauf zwischen Berlin und Frankfurt (Oder)
Der E11 nähert sich von Südwesten über den Berliner Grunewald dem Zentrum Berlins. In ostsüdöstliche Richtung kommt der Wanderer nach Berlin-Friedrichshagen, Dahlwitz-Hoppegarten und Altlandsberg, welche beide bereits außerhalb der Hauptstadt liegen. Nunmehr führt der Weg in die Märkische Schweiz, es folgen Waldsieversdorf, Buckow und Neuhardenberg, Seelow sowie der Reitweiner Sporn. Der Weg hat hier bei Reitwein die Oder erreicht. Entlang des Flusses gelangt man nach Lebus, Frankfurt (Oder) und Słubice auf dem östlichen polnischen Ufer. Der Weg ist in diesem Bereich nicht durchgehend markiert.

## Verlauf in Polen (1.209 km)
Die Weiten des Warthebruchs liegen vor dem Wanderer. Der Weg führt weiter über Międzychód, Chojno, Szamotuły und nach einigen Kilometern nach Poznań (Posen). Hinter Poznań verläuft der Weg durch die Bromberger Heide, es folgen Gniezno (Gnesen), Inowrocław (Hohensalza) und Toruń (Thorn). Ab Toruń geht die Tour über Brodnica, Iława und Grunwald, nach Olsztyn (Allenstein). Masuren ist erreicht. Vor Suwałki, der letzten größeren Stadt in Polen, berührt der E11 die Grenze zwischen Polen und der russischen Exklave Kaliningrad (Königsberg).

## Verlauf in Litauen (735 km)
Seit 2021 ist der Weg im Baltikum bis ins estnische Tallinn an der Ostsee markiert. In den drei baltischen Ländern ist der E11 lokal als Forest Trail bekannt. Größte litauische Stadt auf dem Weg ist Kaunas.

## Verlauf in Lettland (670 km)
Kurz bevor der Forest Trail die lettische Hauptstadt Riga erreicht, führt der Weg einige Kilometer an der Rigaer Bucht entlang. Hier verlaufen auf einigen Kilometern der E9 und E11 erstmals parallel.

## Verlauf in Estland (705 km)
Der estnische Abschnitt verläuft zunächst im russisch-estnischen Grenzgebiet und dann am Westufer des Peipussees. Nördlich davon erreicht der E11 den Finnischen Meerbusen. Die letzten Tagesetappen verlaufen an der Küste gemeinsam mit dem E9 bis in die estnische Hauptstadt Tallinn.